# Cacheu (région)
Pour les articles homonymes, voir Cacheu.
Cacheu est une région de Guinée-Bissau située au nord-ouest du pays. Sa capitale est Cacheu.

## Géographie
Elle jouxte au Nord le Sénégal et sa région la Casamance, à l'Ouest l'Atlantique, au Sud la région de Biombo et à l'Est celle d'Oio.

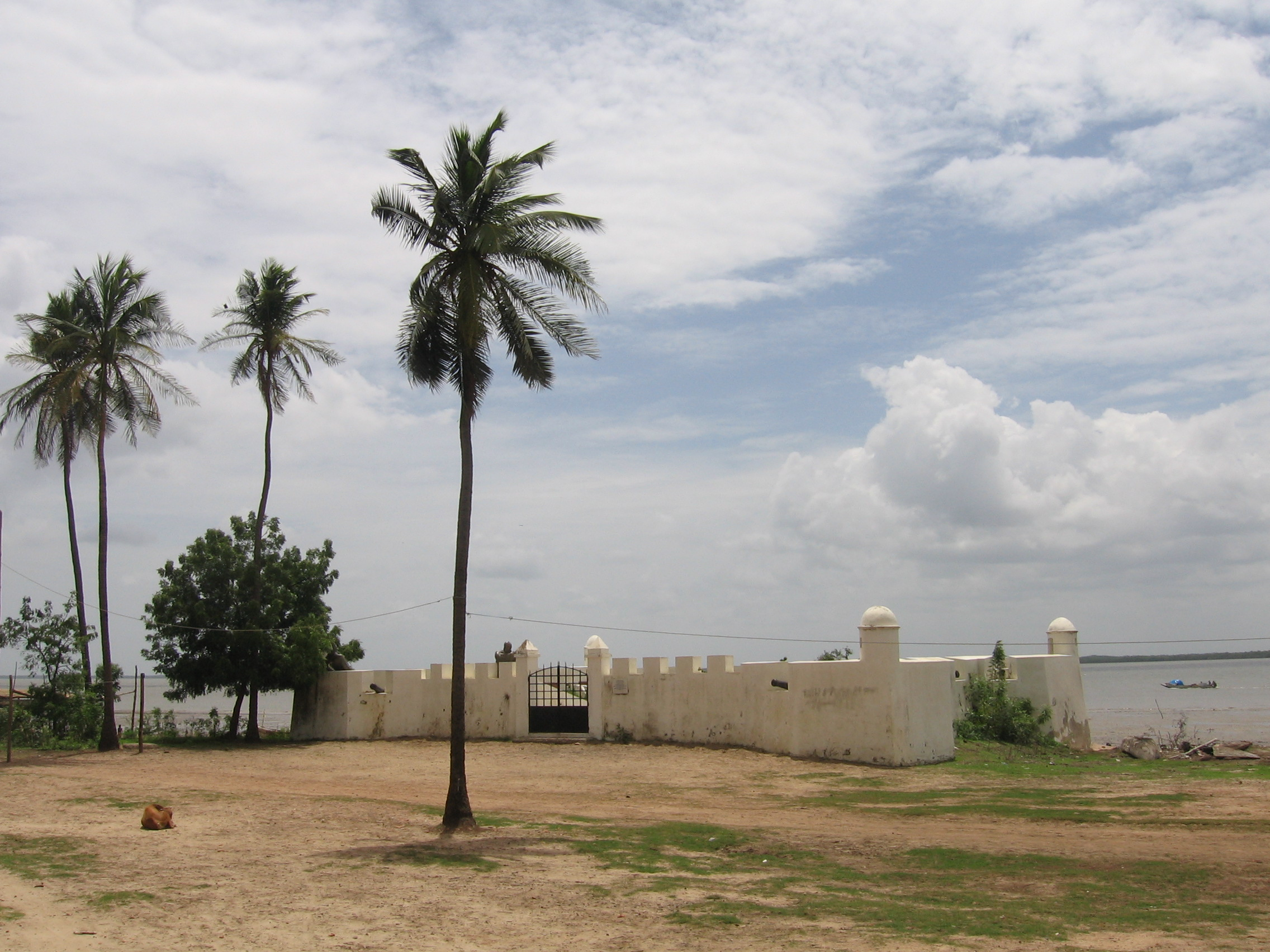
Statues Cacheu

La région possède le parc naturel de la mangrove du Rio Cacheu créée en 2000.

## Secteurs

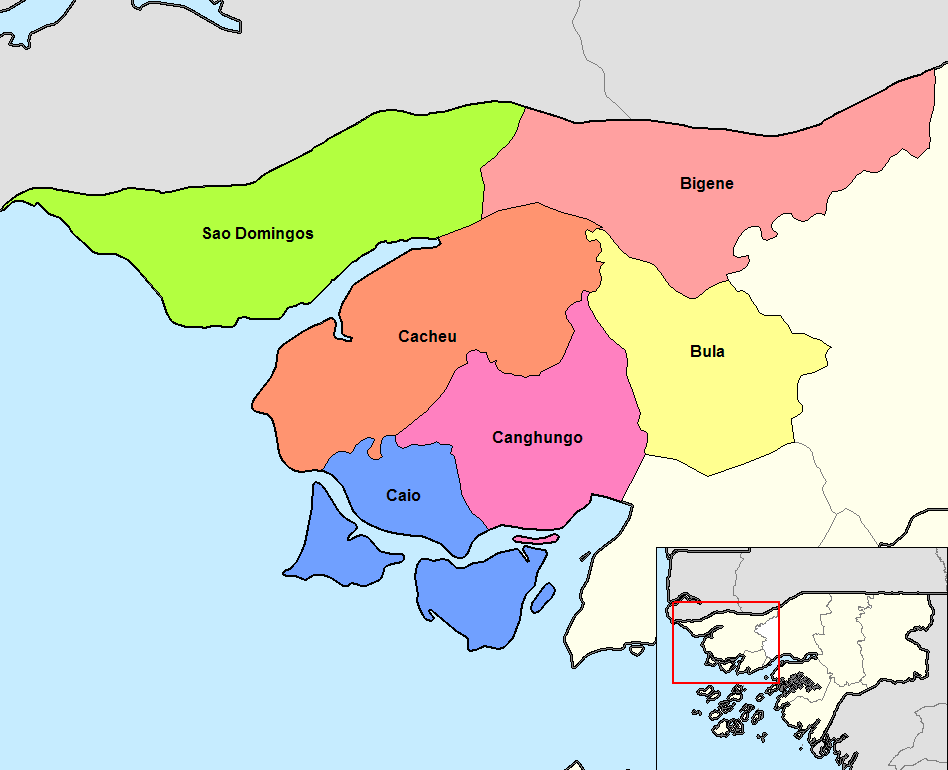
Secteurs de la région de Cacheu.

La région de Cacheu est divisée en 6 secteurs :
- Bigene
- Bula
- Cacheu
- Caió
- Canchungo
- Sao Domingos